# Hobart (Nova York)
Hobart és una població dels Estats Units a l'estat de Nova York. Segons el cens del 2000 tenia 390 habitants.

## Demografia
Segons el cens del 2000, Hobart tenia 390 habitants, 151 habitatges, i 104 famílies. La densitat de població era de 295,3 habitants/km².
Dels 151 habitatges en un 32,5% hi vivien nens de menys de 18 anys, en un 53,6% hi vivien parelles casades, en un 13,9% dones solteres, i en un 30,5% no eren unitats familiars. En el 21,9% dels habitatges hi vivien persones soles el 13,2% de les quals corresponia a persones de 65 anys o més que vivien soles. El nombre mitjà de persones vivint en cada habitatge era de 2,41 i el nombre mitjà de persones que vivien en cada família era de 2,78.
Per edats la població es repartia de la següent manera: un 22,8% tenia menys de 18 anys, un 6,4% entre 18 i 24, un 25,4% entre 25 i 44, un 25,4% de 45 a 60 i un 20% 65 anys o més.
L'edat mediana era de 41 anys. Per cada 100 dones de 18 o més anys hi havia 87 homes.
La renda mediana per habitatge era de 39.375 $ i la renda mediana per família de 42.500 $. Els homes tenien una renda mediana de 25.893 $ mentre que les dones 20.313 $. La renda per capita de la població era de 16.281 $. Entorn del 17% de les famílies i el 17,6% de la població estaven per davall del llindar de pobresa.

## Vila del llibre
L'any 2005, Don Dales, un empresari local va crear l'única vila del llibre a l'est del Mississipi a l'històric poble de Hobart, Nova York. Hi ha 5 llibreries independents, així com galeries d'art, decoracions per a la llar i botigues d'antiguitats al poble. També hi ha molts altres llibreters establerts en un radi de 80 km que fan que la vila del llibre de Hobart sigui una destinació per als amants dels llibres.
Situat al nord de Catskills, Hobart continua sent una comunitat agrícola. També s'està donant a conèixer com a centre d'art i cultura literària, ja que la vila acull el Festival anual de les dones escriptores, diverses mostres d'art, lectures i signatures d'autors, així com el molt popular cicle de conferències d'hivern, que manté el poble com a destinació durant tot l'any.